# Signal (EP)
Signal é o quarto extended play do grupo feminino sul-coreano TWICE. O EP foi lançado digitalmente e fisicamente em 15 de maio de 2017 pela JYP Entertainment e distribuído pela Genie Music.

## Antecedentes e lançamento
Em 31 de março de 2017, foi relatado que TWICE estaria lançando seu primeiro álbum completo antes de estreiar no Japão. No entanto, a JYP Entertainment rapidamente negou a notícia e afirmou que nada foi confirmado ainda.
Em 18 de abril, a agência confirmou o retorno em maio de TWICE sem data exata de lançamento. Nove dias depois, foi relatado que o grupo terminou de filmar o videoclipe para a faixa-título, que foi produzida pelo Park Jin-young.
No dia 1 de maio, TWICE compartilhou um teaser de imagem através de seus canais SNS oficiais com as nove integrantes que usavam roupas de estilo uniforme da escola e confirmaram o lançamento de seu quarto mini-álbum intitulado Signal, no dia 15.
Eles também lançaram o cronograma de promoção para o álbum, incluindo o concerto bis de dois dias do Twice 1st Tour: Twiceland The Opening, de 17 a 18 de junho, que foi realizado no Jamsil Indoor Stadium. No dia seguinte, foi revelado que o EP tem três versões com nove capas de CD aleatórias.
Os teasers de imagem individuais das integrantes, colocados com ambas as mãos em suas cabeças usando a letra Y do alfabeto manual americano que se parecem com duas antenas, foram liberados nos próximos dias. Seguiu-se então uma série de vídeo teasers com as nove integrantes, um video de introdução com uma paleta visual enigmática como um filme de fantasia que mostra cenas de alienígenas com grandes olhos acariciando um coelho na floresta e um video spoiler do instrumental da faixa-título.
O primeiro teaser do videoclipe de "Signal" foi lançado em 13 de maio. O álbum, juntamente com o videoclipe para o single principal, foi lançado oficialmente no dia 15 às 18:00 KST. Também foi lançado como download digital em vários sites de música.

## Lista de faixas
| N.º            | Título                                          | Letras                    | Música | Arranjo | Duração |  |
| 1.             | "Signal"                                        | J.Y. Park "The Asiansoul" | J.Y. Park "The Asiansoul", Kairos                                                                                    | J.Y. Park "The Asiansoul", Kim Seung-soo, Armadillo Kairos                                                           | 3:17    |  |
| 2.             | "Three Times a Day" (하루에 세번; Harue Sebeon) | Kim Won, Dia              | Kim Won, Dia | Kim Won | 3:11    |  |
| 3.             | "Only You" (Only 너; Only Neo)                  | Ha:tfelt                  | David Anthony Eames, Debbie-Jane Blackwell, 72                                                                       | David Anthony Eames                                                                                                  | 3:38    |  |
| 4.             | "Hold Me Tight"                                 | Jowul                     | Jowul, Scott Granger, Brian Judah, Johnny Marnell, Roahn Hylton                                                      | Jowul | 3:19    |  |
| 5.             | "Eye Eye Eyes"                                  | Jihyo, Chaeyoung          | Lise Kristin Kvenseth, Erlend Elvesveen, Jo Sverre Sande, Tone Ravna Bjørnstad, Rune Helmersen, Elizaveta Vassilieva | Lise Kristin Kvenseth, Erlend Elvesveen, Jo Sverre Sande, Tone Ravna Bjørnstad, Rune Helmersen, Elizaveta Vassilieva | 2:55    |  |
| 6.             | "Someone Like Me"                               | Park Won                  | Ronny Vidar Svendsen, Anne Judith Stokke Wik, Nermin Harambašić, Moa Anna Maria Carlebecker                          | Ronny Vidar Svendsen, Anne Judith Stokke Wik, Nermin Harambašić, Moa Anna Maria Carlebecker                          | 3:25    |  |
| Duração total: | Duração total:                                  | Duração total:            | Duração total: | Duração total: | 19:54   |  |